# Moctezuma (mythologie)
Pour les articles homonymes, voir Moctezuma.
Moctezuma, ou Montezuma, est le nom d'une divinité préhispanique amérindienne.
Le culte de cette divinité a été constaté chez des groupes zapotèques, tepehuas, totonaques, nahuas, mayas, lacandons, mixes, chontals, popolocas, chinantèques et otomis et s'étend même au nord du Mexique et au sud-ouest des États-Unis. Adolph Bandelier a publié un article sur ce sujet dès 1892.
Chez les Otomis de San Pablito (village mexicain de l'État de Puebla), la croyance en cette divinité a été découverte par Hans Lenz dans les années 1940 ; il y a constaté qu'il s'agit dans cette tradition d'une divinité néfaste, dont les Otomis essayent de se préserver par une incantation.